# Liverpool, Nova Scotia
Liverpool är en ort i Kanada.   Den ligger i provinsen Nova Scotia, i den sydöstra delen av landet, 900 km öster om huvudstaden Ottawa. Liverpool ligger 7 meter över havet och antalet invånare är 2 759.
Terrängen runt Liverpool är platt. Havet är nära Liverpool österut. Trakten är glest befolkad. Det finns inga andra samhällen i närheten. 